# Ammoconia
Ammoconia là một chi bướm đêm thuộc họ Noctuidae.

## Các loài
- Ammoconia aholai Fibiger, 1996
- Ammoconia anonyma Ronkay & Varga, 1984
- Ammoconia caecimacula Denis & Schiffermüller, 1775
- Ammoconia reisseri Ronkay & Varga, 1984
- Ammoconia senex Geyer, 1828
  - Ammoconia senex senex
  - Ammoconia senex transhamadanensis Gyulai & Ronkay, 2006